# عز الدين بن جماعة
هو الحافظ الإمام قاضي القضاة عز الدين أبو عمر عبد العزيز ابن قاضي القضاة بدر الدين محمد بن إبراهيم بن سعد الله بن جماعة الكناني الحموي الأصل الدمشقي المولد ثم المصري الشافعي .

## نشأته
ولد في تاسع عشر المحرم سنة 674 هـ ، فأحضر على عمر القواس وأبي الفضل بن عساكر وسمع من الدمياطي والأبرقوهي، وأجاز له ابن وريدة وأبو جعفر بن الزبير وأكثر السماع فبلغ شيوخه ألفا وثلاثمائة نفس، وتفقه على والده، وأخذ عن الجمال الوجيزي والعلاء الباجي وعني بهذا الشأن، وولي قضاء الديار المصرية وتدريس الخشابية، أثنى عليه الإسنوي في الطبقات وكان قصير الباع في الفقه وهو في الحديث أمثل منه فيه، أخذ عنه العراقي ووصفه بالحفظ .

## مصنفاته
صنف تخريج أحاديث الرافعي والمناسك الكبرى على المذاهب الأربعة والصغرى على مذهب الشافعي،

## وفاته
جاور بمكة ومات فيها في جمادى الأولى سنة 767 هـ ودفن بالمعلاة.